# Philippe Musard

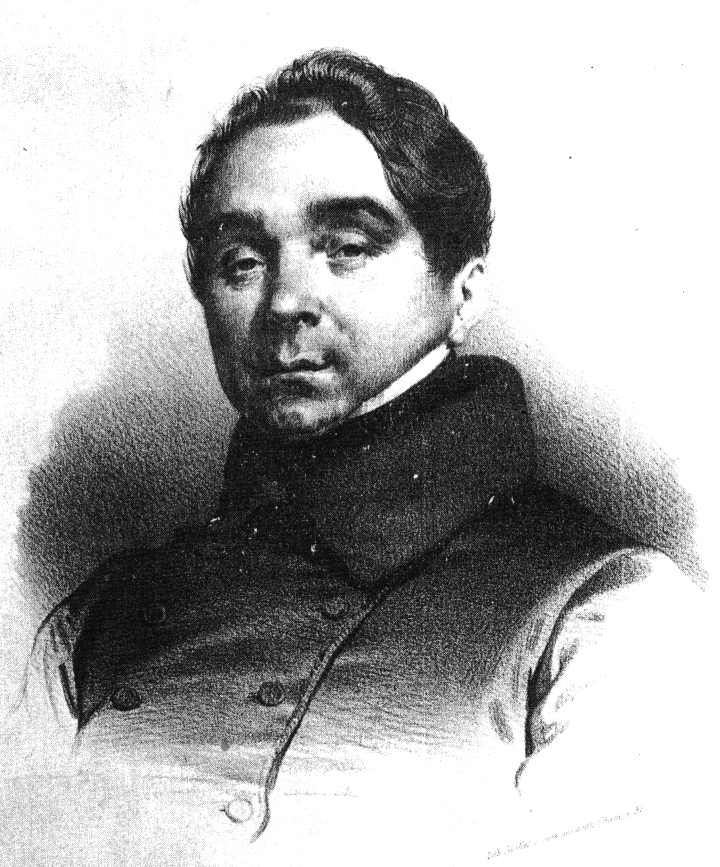
Philippe Musard

Philippe Musard (* 8. November 1792 in Tours; † 30. März 1859 in Paris) war ein französischer Violinist, Dirigent und Komponist.

## Leben und Werk
Er wurde in London bekannt, wo seine Tänze auf den Hofbällen gespielt wurden. Ab 1830 wieder in Paris, gab er Konzerte in den Champs-Elysées und leitete Bälle in der Opéra-Comique. Er galt als „König der Quadrille“. Er schrieb seine Tänze teilweise nach Opernmotiven.
Eine Nouvelle méthode de compostion musicale (Paris 1832), die seinem Lehrer Anton Reicha gewidmet war, erschien nur bis zur 7. Lieferung.
Philippe Musards Sohn Alfred wurde ebenfalls als Kapellmeister und Quadrillenkomponist bekannt.